# Ophiacantha decaactis
Ophiacantha decaactis is een slangster uit de familie Ophiacanthidae.
De wetenschappelijke naam van de soort werd in 1976 gepubliceerd door G.M. Belyaev & N.M. Litvinova.